# ميدلاندز
ميدلاندز (بالإنجليزية: Midlands)‏ هي ثاني أكبر مدينة ومنطقة حضرية في المملكة المتحدة، وهي مقسمة إلى ميدلاندز الغربية وميدلاندز الشرقية. تعد مدينة برمنغهام أكبر مدينة في المنطقة وتعتبر المركز الاجتماعي والثقافي والمالي والتجاري لميدلاندز.

## السكان
يبلغ تعداد سكان منطقتي ميدلاندز 10.350.697 نسمة (حسب تعداد عام 2014)، وتبلغ مساحتها 11,053 ميل مربع (28,630 كـم2).

## المناخ
تتمتع المنطقة بمناخ بحري معتدل، يكون في فصل الشتاء بارد وغائم ورطب، وفي فصل الصيف جاف ومشمس غالباً. تتراوح درجة الحرارة عادة من −0.4 °م (31.3 °ف) خلال ليالي الشتاء حتى 24.1 °م (75.4 °ف) خلال أيام الصيف.
| البيانات المناخية لـميدلاندز      | البيانات المناخية لـميدلاندز | البيانات المناخية لـميدلاندز | البيانات المناخية لـميدلاندز | البيانات المناخية لـميدلاندز | البيانات المناخية لـميدلاندز | البيانات المناخية لـميدلاندز | البيانات المناخية لـميدلاندز | البيانات المناخية لـميدلاندز | البيانات المناخية لـميدلاندز | البيانات المناخية لـميدلاندز | البيانات المناخية لـميدلاندز | البيانات المناخية لـميدلاندز | البيانات المناخية لـميدلاندز |
| الشهر                             | يناير                        | فبراير                       | مارس                         | أبريل                        | مايو                         | يونيو                        | يوليو                        | أغسطس                        | سبتمبر                       | أكتوبر                       | نوفمبر                       | ديسمبر                       | المعدل السنوي                |
| --------------------------------- | ---------------------------- | ---------------------------- | ---------------------------- | ---------------------------- | ---------------------------- | ---------------------------- | ---------------------------- | ---------------------------- | ---------------------------- | ---------------------------- | ---------------------------- | ---------------------------- | ---------------------------- |
| متوسط درجة الحرارة الكبرى °م (°ف) | 6.7 (44.1)                   | 7 (45)                       | 9.7 (49.5)                   | 12.5 (54.5)                  | 15.9 (60.6)                  | 18.8 (65.8)                  | 21.1 (70.0)                  | 20.8 (69.4)                  | 17.8 (64.0)                  | 13.7 (56.7)                  | 9.6 (49.3)                   | 6.9 (44.4)                   | 13.4 (56.1)                  |
| متوسط درجة الحرارة الصغرى °م (°ف) | 1 (34)                       | 0.8 (33.4)                   | 2.4 (36.3)                   | 3.7 (38.7)                   | 6.5 (43.7)                   | 9.4 (48.9)                   | 11.5 (52.7)                  | 11.3 (52.3)                  | 9.3 (48.7)                   | 6.5 (43.7)                   | 3.5 (38.3)                   | 1.3 (34.3)                   | 5.6 (42.1)                   |
| معدل هطول الأمطار مم (إنش)        | 74 (2.9)                     | 54 (2.1)                     | 58.8 (2.31)                  | 59.1 (2.33)                  | 58.5 (2.30)                  | 62.3 (2.45)                  | 60.8 (2.39)                  | 66.9 (2.63)                  | 66.2 (2.61)                  | 82 (3.2)                     | 77.1 (3.04)                  | 78.7 (3.10)                  | 798.4 (31.36)                |
| متوسط الأيام الممطرة (≥ 1 mm)     | 12.9                         | 10.2                         | 11.5                         | 10.6                         | 10.2                         | 9.7                          | 9.4                          | 10                           | 9.7                          | 12.2                         | 12.5                         | 12.4                         | 131.3                        |
| ساعات سطوع الشمس الشهرية          | 52.1                         | 71.4                         | 104.8                        | 147                          | 183.2                        | 174.7                        | 189.6                        | 177.6                        | 132.2                        | 99.4                         | 61.2                         | 45                           | 1٬438٫2                      |
| المصدر: Met Office                |                              |                              |                              |                              |                              |                              |                              |                              |                              |                              |                              |                              |                              |